# Землетрус в Алжирі (2010)
Землетру́с в Алжирі 2010 року — землетрус із магнітудою 5,1 бала, що відбувся на півночі Алжиру, в провінції Буїра 14 травня 2010 року о 12:29:22 за місцевим часом. Унаслідок землетрусу загинуло 2 людей та 43 травмовані.